# Stützengrün
Stützengrün település Németországban, azon belül Szászország tartományban. Lakosainak száma 2993 fő (2023. december 31.). Stützengrün Steinberg és Schönheide községekkel határos.

## Népesség
A település népességének változása:
| Lakosok száma | 3237 | 3192 | 3065 | 3024 | 2993 |
|               | 2017 | 2019 | 2021 | 2022 | 2023 |